# Martha Argerich

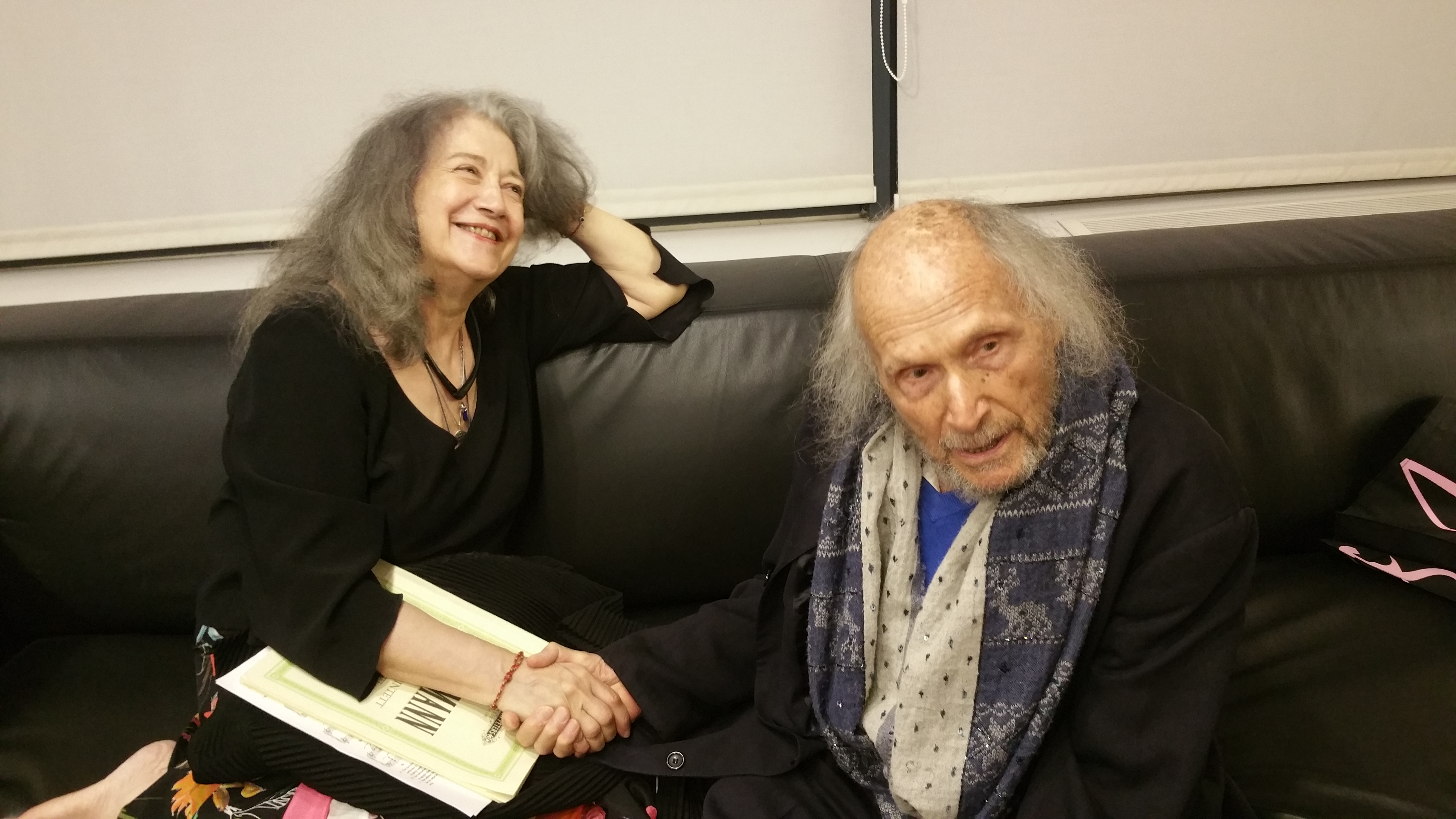
Martha Argerich e o violinista Ivry Gitlis, em 2018.

Martha Argerich (Buenos Aires, 5 de junho de 1941) é uma pianista argentina e suíça de ascendência judaica e catalã, considerada um dos maiores exponentes de sua geração e do período pós-guerra. Ainda jovem, ela ganhou vários concursos, incluindo o VII Concurso Internacional de Piano Frédéric Chopin e o Concurso Internacional de Piano Ferruccio Busoni, e desde então gravou vários álbuns e se apresentou com as principais orquestras do mundo, destacando-se por interpretações memoráveis de Frédéric Chopin, Franz Liszt, Johann Sebastian Bach, Robert Schumann, Maurice Ravel e Serguei Prokofiev.
Nascida na Argentina, seus avós maternos eram imigrantes judeus, provenientes do Império Russo e estabelecidos na Colonia Villa Clara (Província de Entre Ríos), uma das colônias agrícolas criadas  pelo barão Maurice de Hirsch e pela Jewish Colonization Association. A origem do nome Argerich é catalã (ver Francisco Argerich Batallas ou  Francesc Argerich).
No jardim de infância, aos dois anos e oito meses, um colega de cinco anos desafiou-a a tocar piano, e Argerich respondeu replicando uma peça que sua professora acabara de tocar. A professora imediatamente chamou a mãe e ela começou a estudar piano aos três anos.
Aos cinco anos foi encaminhada para o professor Vincenzo Scaramuzza, que enfatizou a importância do lirismo e do sentimento. Argerich fez seu concerto de estreia em 1949, aos oito anos. A família mudou-se para a Europa em 1955, onde Argerich estudou com Friedrich Gulda na Áustria, a quem Argerich descreve como uma de suas maiores influências. Mais tarde, ela estudou com Stefan Askenase e Maria Curcio. Argerich também aproveitou as oportunidades de breves períodos de treinamento com Madeleine Lipatti (viúva de Dinu Lipatti), Abbey Simon e Nikita Magaloff. Em 1957, aos dezesseis anos, ela ganhou o Concurso internacional de execução musical de Genebra e o Concurso Internacional Ferruccio Busoni com três semanas de diferença.
Após esse sucesso inicial, Argerich teve uma crise pessoal e artística, após uma tentativa frustrada de estudar com o pianista italiano Arturo Benedetti Michelangeli, que lhe deu apenas quatro aulas no espaço de 18 meses. Ela foi para Nova York na tentativa de conhecer e estudar com seu ídolo, Vladimir Horowitz. Porém os planos não deram certo e ela acabou ficando três anos sem tocar piano deixando sua carreira incerta. Sua retomada ao piano é creditada, por ela mesma, ao encorajamento dado por Anny Askenase, esposa de Stefan Askenase.
Argerich também promoveu jovens pianistas em festivais anuais e como membro de júri em competições internacionais. O pianista Ivo Pogorelich, por exemplo, foi lançado aos holofotes em parte devido as ações de Argerich no Concurso Internacional de Piano Chopin de 1980: Depois da dua eliminação na terceira rodada, Argerich o proclamou um gênio e deixou o júri em protesto. Porém, ao final do concurso Argerich não deixou de parabenizar publicamente o vencedor indicado pelo restante do juri. Ela apoiou vários artistas, incluindo Gabriela Montero, Mauricio Vallina, Sergio Tiempo, Roberto Carnevale, Gabriele Baldocci e Christopher Falzone.
A sua aversão à imprensa e à publicidade afastou-a das câmeras durante quase toda a sua carreira, tendo dado relativamente poucas entrevistas. Por isso pode ser menos conhecida do "grande público" do que outros artistas de envergadura semelhante. É largamente reconhecida como uma das maiores pianistas virtuosas de seu tempo. Sua interpretação do grande Concerto para Piano nº 3, de Rachmaninoff (Rach 3), é considerada por muitos como "definitiva".
Em 2002, o  diretor francês  Georges Gachot fez um documentário sobre a pianista - Martha Argerich, conversation nocturne (2003), no qual ela conta suas memórias, faz confidências sobre suas dúvidas e transmite seu apetite pela produção musical.
Um dos seus grandes amigos era o pianista brasileiro Nelson Freire, com quem tocou em duo em vários recitais. Argerich também teve uma participação no documentário Nelson Freire (2003), de João Moreira Salles.
Argerich casou-se três vezes: a primeira com o compositor e regente Robert Chen, pai de sua filha mais velha, a violista Lyda Chen. De 1969 a 1973 foi casada com o maestro Charles Dutoit, com quem teve a sua segunda filha, Annie. Também foi casada com o pianista americano Stephen Kovacevich, pai de sua terceira filha, a fotógrafa Stephanie.

## Prêmios
- Concurso Internacional de Piano Ferruccio Busoni (1957) — 1º lugar
- Concurso internacional de execução musical de Genebra (1957) — 1º lugar
- VII Concurso Internacional de Piano Frédéric Chopin (1965) — 1º lugar
- Medalha Memorial Claudio Arrau (1997)
- Prêmio Diamond Konex (1999) como a mais importante musicista clássica da década na Argentina
- Grammy Award para Melhor Performance de Soloista Instrumental (com orquestra):
  - Charles Dutoit (maestro), Martha Argerich e a Orquestra Sinfônica de Montreal em Prokofiev: Piano Concertos No. 1 e 3 / Bartók: Piano Concerto No. 3 (2000)
- Grammy Award para Melhor Performance de Música de Câmara:
  - Martha Argerich e Mikhail Pletnev em Prokofiev (Arr. Pletnev): Suite Cinderela para Dois  Pianos / Ravel: Ma mere l'Oye (2005)
- Condecoração da Ordem do Sol Nascente, Raios Dourados com Roseta (2005), Japão
- Praemium Imperiale, Música (2005), Japão
- Grammy Award para Melhor Performance de Soloista Instrumental (com orquestra):
  - Claudio Abbado (maestro), Martha Argerich e a Orquestra de Câmara Mahler para Beethoven: Piano Concertos No. 2 e 3 (2006)
- Hall da Fama da Gramophone (2012)
- Prêmio Kennedy Center Honors (2016)
- Ordem do Mérito da República Italiana (2018)
- Ordem Nacional da Legião de Honra (2023)